# Mortal Kombat 3
Mortal Kombat 3 — відеогра жанру файтинг, третя в серії Mortal Kombat, розроблена Midway, Warner Bros. Interactive Entertainment і TimeWarner та видана NetherRealm Studios і Williams Entertainment в 1995 році. Гра вперше з'явилася на аркадних автоматах, а потім на домашніх ігрових консолях.
У грі з'явилися нові персонажі, але були прибрані деякі, відомі з попередніх частин, такі як Рейден, Джонні Кейдж, Рептилія і Скорпіон. Деякі арени стали інтерактивними, наприклад, на них можна пробити стіну і продовжити бій на інший арені. Пізніше в 1995 році було випущено оновлення Ultimate Mortal Kombat 3 з новими персонажами та історіями за кожного з них. У 1996 році для домашніх консолей і ПК була випущена гра Mortal Kombat Trilogy, куди були додані ще кілька персонажів.

## Ігровий процес

### Основи
Mortal Kombat 3 має ускладнену систему бою, порівняно з попередніми іграми серії. Одним з нововведень стала кнопка бігу, який потребує енергії зі спеціальної шкали.
Додалися «Препрограмовані комбо» — заздалегідь запрограмована розробниками послідовність натискань кнопок. Після того, як хоча б один удар потрапить в супротивника, всі інші удари в комбо не можна блокувати. Деякі комбо закінчуються аперкотом або іншим ударом, який підкидає противника в повітря і дає можливість для джагглінгу.
Для гравців з різним рівнем підготовки був представлений екран «Choose your Destiny», який дозволяв вибрати певну кількість опонентів.
Вперше деякі рівні стали частково інтерактивними. Супротивника можна було викинути аперкотом крізь стелю і продовжити битву на іншій арені, якщо тільки аперкот не був останнім ударом в раунді. Ця можливість також дозволяла змінювати послідовність рівнів в грі. Підкинути противника на іншу арену можна було звичайним аперкотом і аперкотом, який був частиною комбо. Прийом Кунг Лао також дозволяв викинути противника на іншу арену.
З'явився новий тип добивання — Animality, при якому переможець перетворюється на тварину, щоб убити свого супротивника. Mercy дозволяє дати своєму опонентові трохи здоров'я і продовжити з ним бій. Mercy можна зробити тільки в третьому раунді і його необхідно виконати для проведення Animality. Як і в MK2, на деяких рівнях можна застосувати фонове добивання.
Ще одна нова ідея реалізована в MK3 — Kombat Kodes — шестизначні коди, різні комбінації для яких потрібно набирати на Versus-екрані (заставка із зображенням супротивників перед боєм) в режимі для двох гравців. Коди дозволяли змінювати геймплей, битися з прихованими бійцями і босами або виводили на екран приховані послання розробників. Крім звичайних комбат-кодів в грі були представлені десятизначні Ultimate Kombat Kodes, які треба було вводити після закінчення гри в режимі одного гравця. Після введення правильного коду, з'являлася можливість гри за секретного бійця — Смоука. Власники гральних салонів могли скидати цей код, використовуючи меню діагностики або ДІП-перемикачі всередині аркадного автомата.
Загальний стиль гри дуже відрізняється від попередніх ігор серії. На відміну від МК1 і МК2, в яких були сильні східні мотиви, в МК3 переважають західні і сучасні теми. Арени гри розташовуються в сучасних міських локаціях, три нових персонажа є кіборгами, а традиційний дизайн деяких персонажів (Саб-Зіро і Кано) був повністю або значною мірою змінений. Гра отримала похмуріший вигляд, ніж друга частина, і використовує більш темну і менш насичену палітру кольорів. Персонажі виглядають більш реалістичними. Багато арен у грі створені вперше з використанням 3D-графіки. Зміни торкнулися і саундтреку — східні мотиви, що переважали в попередніх частинах гри, замінено на сучасну музику.

### Персонажі

#### Нові персонажі
- Сайракс — перетворений на кіборга ніндзя з клану Лін Куей, посланий убити Саб-Зіро. Проте Саб-Зіро перепрограмував його і дав нове завдання — вбити Шао Кана;
- Сектор — ще один перетворений на кіборга ніндзя з клану Лін Куей, посланий убити Саб-Зіро;
- Кабал — колишній член клану «Чорний дракон», спотворений в результаті нападу військ Шао Кана, через що носить маску;
- Нічний Вовк — історик, північноамериканський індіанець, хранитель традицій свого племені і шаман;
- Сіндел — відроджений королева Еденії, колишня дружина Шао Кана;
- Шива — жінка з раси чотирируких шоканів, колишня охорониця Сіндел;
- Страйкер — офіцер із загону для придушення заворушень, які почалися при вторгненні Шао Кана. Не володіє магією і всі його спецприйоми мають технічну природу;
- Мотаро — підбос гри, кентавр, генерал армії Шао Кана.

#### Персонажі з попередніх ігор
- Джакс — майор збройних сил США, який дізнався про Зовнішній світ. Для того, щоб бути готовим до атаки звідти, він замінив собі руки металевими протезами, ставши найсильнішою людиною на Землі;
- Кано — член клану бандитів «Чорний дракон», який допомагає Шао Кану в захопленні Землі;
- Лю Кан — чемпіон турніру Смертельною Битви, який після вторгнення Шао Кана на Землю виявився головною мішенню для загонів винищувачів Імператора;
- Кунг Лао — чернець Шаоліня, який разом з Лю Каном тренував нове покоління бійців для участі в турнірі. Нащадок стародавнього героя, котрого звали, як і його друга, Лю Кан;
- Соня Блейд — жінка-лейтенант Спеціальних Сил США. Заклятий ворог Кано;
- Саб-Зіро — ніндзя-втікач з клану Лін Куей, молодший брат оригінального Саб-Зіро;
- Шанг Цунг — головний чаклун Імператора Шао Кана, посланий зібрати душі жителів Землі аби дати Шао Кану абсолютну владу. В разі його загибелі всі зібрані душі повертаються назад у тіла;
- Шао Кан — бос гри, Імператор Зовнішнього світу, який заволодів душами Землі і послав загони з найлютіших представників раси кентаврів, аби знищити тих, чиї душі захистив Рейден.

#### Секретні персонажі
- Смоук — кібер-ніндзя з клану Лін Куей, що тепер служить Шао Кану, колишній союзник Саб-Зіро. Хоча його волю було придушено, Смоук усвідомив свою сутність і повстав проти Шао Кана;
- Нуб Сайбот — старший брат Саб-Зіро, що став примарою. Реалізований у грі як темний ситует Кано. Фігурує тільки як противник.

### Арени
- Метро — платформа метро, яку освітлюють несправні лампи. На цій арені є фонове добивання — противник аперкотом скидається на сусідню платформу метро, де його збиває потяг. Також противника можна викинути на арену «Вулиця».
- Вулиця — міська вулиця, звідки видно перенесений в наш світ палац Шао Кана.
- Банк — прикрашений мармуром банк, з логотипом Mortal Kombat на підлозі. З вікна видно палац Шао Кана. Аперкотом противника можна викинути на «Дах».
- Дах — дах Банку, де стоять кам'яні горгульї. C даху видно місто і палац Шао Кана.
- Балкон — балкон в палаці Шао Кана зі статуями кентаврів. Це місце також є притулком Мотаро.
- Міст — завалений сміттям міст на фоні безлюдного міста.
- Палата душ — темна арена з шипами, на фоні знаходиться споруда у вигляді пащі, де крутиться зелений вихор захоплених Шао Каном душ. Аперкотом противника можна викинути на «Балкон».
- Дзвіниця — один з поверхів камінної дзвіниці. Тут є фонове добивання — противник проламує підлоги декількох поверхів і падає на шипи.
- Храм битви — подібний на церкву храм з вітражами і свічками, прикрашений символами Смертельної Битви і Шао Кана.
- Кладовище — нічне кладовище, освітлене Місяцем.
- Яма 3 — вузький міст з маленькими шипами по краях. На задньому плані знаходяться клітки з душами людей. Фонове добивання — противник скидається на обертові леза.
- Лігво Нуба Сайбота — темне приміщення з колонами і свічками, в центрі якого знаходиться колодязь, що світиться зеленим світлом. Використовується тільки в бою проти Нуба Сайбота.
- Прихований портал — міст на фоні зруйнованих веж і магічного порталу. Використовується тільки в бою зі Смоуком.
- Дах після смерті Шао Кана — арена, аналогічна «Даху», але з вежі на задньому плані в небо спрямовується потік душ. Використовується, якщо пропустити битву з Шао Каном у версії для Sega за допомогою коду.

## Сюжет
Шао Кан, програвши Лю Кану і проваливши черговий турнір Смертельної Битви, придумав новий план захоплення Земного царства в обхід турніру. За його наказом Тіньові жерці, очолювані Шанг Цунгом, повинні були оживити колишню королеву Шао Кана — Сіндел. За задумом Кана, Сіндел мала воскреснути не в Зовнішньому світі, а на Землі, що дало б право Кану відкрити портал в Земне царство, прийти за Сіндел, і захопити планету попри правила Смертельною Битви.
Коли Сіндел воскресла в Земній царстві, Шао Кан отримав право прийти за нею і переніс туди свій палац. Його дії призвели до того, що Земля стала частиною Зовнішнього Світу і душі мільярдів людей миттєво стали власністю Шао Кана. Лише кілька людей зберегли свободу волі завдяки Райдену, який захистив їх душі під час вторгнення. Райден дає вказівку вцілілим як зупинити Кана, проте сам не може битися. Адже сам він не має божественної сили в Зовнішньому світі, частиною якого відтепер є Земля.
Для знищення обраних воїнів, Шао Кан відправляє на Землю загони винищувачів під проводом кентавра Мотаро. Захист Райдена поширюється тільки на душі обраних воїнів, але не на їхні тіла, тому перш ніж знищити Шао Кана, землянам слід вижити в боях зі слугами Імператора.
Як і в попередній грі, пропонується зіграти за обраного бійця Земного царства чи Зовнішнього світу проти інших, що впливає на фінал:
- Шанг Цунг. Подолавши всіх захисників Земного царства, чаклун береться розшукати останніх вцілілих людей аби забрати їхні душі. Та він розкриває, що Шао Кан замислив після цього захопити душу самого Шанг Цунга. Чаклун повстає проти нього, вбиває Шао Кана та стає єдиним володарем душ всього світу і правителем Землі.
- Сіндел. Вона згадує своє минуле, повстає проти Шао Кана і вбиває його. Сіндел покидає Землю та повертається в рідний світ Еденію, щоб жити там з дочкою Кітаною.
- Джакс. Після перемоги він засновує разом з Сонею Агентство Досліджень Зовнішнього світу. Під його керівництвом до Зовнішнього світу вирушає експедиція.
- Кано. Він обдурює Шао Кана, заманивши його армію в пастку, після чого підриває атомною бомбою. Слідом він убиває Шао Кана і намагається заволодіти накопиченими душами. Та він не може контролювати їх і гине болісною смертю, а душі повертаються людям.
- Лю Кан. Шао Кан вбиває його друга Кунг Лао, тож розлютований Лю відплачує Шао Кану тим же. Після цього він повертається до Шаоліня, а Кітана дякує йому за повалення тирана.
- Соня. Нарешті вона наздоганяє Кано і вбиває його. Після цього Соня зустрічає Шао Кана і здобуває над ним перемогу. Коли порядок у світі відновлюється, вона засновує Агентство Досліджень Зовнішнього світу, покликане захищати Землю від майбутніх загроз.
- Страйкер. Поклявшись захистити рідне місто, він долає всіх нападників і самого Шао Кана. Після цього Страйкер повертається додому з почуттям виконаного обов'язку.
- Смоук. Остаточно звільнений він контролю, він повстає проти Шао Кана та його слуг і рятує світ. Але він розуміє, що платою за це стало життя в механічному тілі.
- Саб-Зіро. Разом зі Смоуком він перемагає зрадників з клану Лін Куей та знаходить в собі сили знищити Шао Кана і його слуг. Врятувавши світ, він зникає і лиш кілька осіб знають про його подвиг.
- Сайкракс. Раптово обернувшись проти своїх володарів, Сайракс убиває Шао Кана. Не маючи нових наказів, він вимикається посеред пустелі.
- Сектор. Кіборг розцінює Шао Кана і його слуг як ворогів та виступає проти них. Перемігши ворогів, Сектор підриває себе і закриває цим прохід між світами.
- Нічний Вовк. Щоб захистити свою землю і всіх людей, він розшукує Шао Кана та вбиває його. Після цього Нічний Вовк виборює для індіанців повернення на батьківщину та стає видатним лідером в Земному царстві.
- Шива. Розкривши задум Шао Кана позбутися її раси, Шива повстає проти нього і після перемоги береться за відродження могутності шоканів.
- Кунг Лао. Разом з Лю Каном він перемагає Шао Кана, чим відновлює славу Білого Лотоса. Він помирає від ран, але щасливий, що воз'єднається в потойбіччі зі своїми предками.
- Кабал. Він звершує помсту своїм кривдникам і покидає службу «Чорному дракону». Тепер Кабал стає на захист справедливості та наводить страх на колишніх спільників.